# 麥克禮鼠
麥克禮鼠（Rattus macleari），又名麥氏家鼠，是印度洋聖誕島上生活的大型大家鼠。牠們曾經很豐富，晚上很易見到牠們的蹤影。牠們令聖誕島紅蟹的數量下降。入侵的黑鼠所帶來的傳染病令麥克禮鼠消失。最後是於1903年見到牠們。牠們也會與大家鼠雜交。